# Vitskivig strimnavling
Vitskivig strimnavling (Gamundia striatula) är en svampart som först beskrevs av Robert Kühner, och fick sitt nu gällande namn av Jørg H. Raithelhuber 1983. Enligt Catalogue of Life ingår Vitskivig strimnavling i släktet Gamundia,  och familjen Tricholomataceae, men enligt Dyntaxa är tillhörigheten istället släktet Gamundia,  och familjen Porotheleaceae. Arten är reproducerande i Sverige. Inga underarter finns listade i Catalogue of Life.